# Лесото на літніх Олімпійських іграх 1984
Лесото брала участь у Літніх Олімпійських іграх 1984 року в Лос-Анджелесі (США), в третій раз за свою історію, але не завоювала жодної медалі.

## Результати

### Бокс
| Спортсмен  | Вагова категорія | Перший раунд     | Другий раунд                        | Чвертьфінал      | Півфінал         | Фінал            | Фінал            |                  |
| Спортсмен  | Вагова категорія | Суперник Рахунок | Суперник Рахунок                    | Суперник Рахунок | Суперник Рахунок | Суперник Рахунок | Місце            |                  |
| ---------- | ---------------- | ---------------- | ----------------------------------- | ---------------- | ---------------- | ---------------- | ---------------- | ---------------- |
| Лефа Тсапі | до 67 кг         |                  | Китенге Китенгва (ZAI) П Шаблон:RSC | Завершив виступи | Завершив виступи | Завершив виступи | Завершив виступи | Завершив виступи |
| Ціу Монне  | до 75 кг         | —                | Мохамед Зауї (ALG) П Шаблон:RSC     | Завершив виступи | Завершив виступи | Завершив виступи | Завершив виступи | Завершив виступи |

### Легка Атлетика
| Спортсмен       | Дисципліна | Півфінал | Півфінал | Півфінал | Фінал            | Фінал            |
| Спортсмен       | Дисципліна | Час      | Місце    | Підсумок | Час              | Місце            |
| --------------- | ---------- | -------- | -------- | -------- | ---------------- | ---------------- |
| Франс Нтаоле    | 10000 м    | 30:18,71 | 13       | 35       | Завершив виступи | Завершив виступи |
| Франс Нтаоле    | марафон    |          |          |          | 2:21:09          | 40               |
| Венсан Ракабеле | марафон    |          |          |          | 2:32:15          | 61               |